# سانتوس بارايبا
نادي سانتوس هو نادي كرة قدم برازيلي أٌسس عام 1949.